# Gracy Ukala
Gracy Ukala (sinh ngày 19 tháng 4 năm 1946) là một nhà văn và nhà giáo dục người Nigeria.
Bà là con gái của Godwin và Beatrice Ukala. Bà đã nhận bằng cử nhân từ Đại học Ibadan, MEd từ Đại học Bénin và MPh từ Đại học Lagos. Bà là Hiệu trưởng của Đại học Emotan, Thành phố Bénin (1980 đến 1990), nơi bà nhận được vinh danh là Hiệu trưởng xuất sắc, 1986. Bà cũng là trưởng khoa tiếng Anh tại trường Geoffrey Chaucer ở London từ 1990 đến 1995, trưởng khoa Truyền thông tại trường cộng đồng Eastlea ở  từ 1996 đến 2000 và quản lý đơn vị hỗ trợ học tập tại trường Bow Boys ở London từ 2000 đến 2002.
Bà là tác giả của cuốn tiểu thuyết Dizzy Angel. Cuốn sách đã giành giải thưởng văn học năm 1985 vì cách giải quyết xuất sắc các vấn đề truyền thống ở Nigeria như mê tín và các tình trạng khắc nghiệt mà trẻ em nữ phải đối mặt. Các tác phẩm khác của Ukala bao gồm The Broken Bond, (UPL) 2001 và Ada ở London, Surviving the Traumas (Outskumps Press, 2005).
Từ 1999 đến 2001, bà là chủ tịch và người sáng lập Dịch vụ Giáo dục Dân tộc và Văn hóa Dân tộc thiểu số. Năm 2002, bà trở thành giám đốc quản lý tại Dịch vụ tư vấn Goldsparkle. Ukala cũng đóng góp các bài báo, truyện ngắn và thơ cho các ấn phẩm khác nhau, bao gồm cả Nigerian Observer.
Từ năm 1974 đến 1984, bà đã viết một số kịch bản cho các chương trình phát sóng của Cơ quan Truyền hình Nigeria.
Ukala kết hôn với Edward Osifo; Hai vợ chồng sau đó đã ly hôn.
Dr Ukala hiện đang sống ở Vương quốc Anh nơi bà giảng dạy cho đến khi nghỉ hưu. 

## Tác phẩm chọn lọc
- Dramas of Love and Marriage (1978) as Gracy Osifo
- Dizzy Angel, novel (1985) as Gracy Osifo, was awarded the Nigerian Literary Merit Award by the Institute of Continuing Education in Benin City
- The Broken Bond, novel (2001)
- Ada in London, autobiographical novel (2005)